# 苏州评弹博物馆
中国苏州评弹博物馆位于苏州市姑苏区中张家巷3号，是一座以苏州评弹为主题的公办专业性博物馆。由苏州戏曲博物馆主管，现为国家二级博物馆。

## 历史
评弹博物馆的前身为1986年成立的苏州戏曲博物馆。2003年，苏州戏曲博物馆新设中国昆曲博物馆与苏州评弹博物馆两块馆牌，其中昆曲博物馆在戏曲博物馆原址中张家巷14号建立，评弹博物馆则开设于中张家巷3号。评弹博物馆旨在保护、继承、弘扬苏州评弹。2004年6月评弹博物馆正式开馆。
2013年，经过8个月的封闭整修，评弹博物馆重新对外开放，整修后重新布置了展区和展品。2014年，在评弹博物馆落成10周年活动上，揭幕了苏州评弹祖师泰伯的雕像。

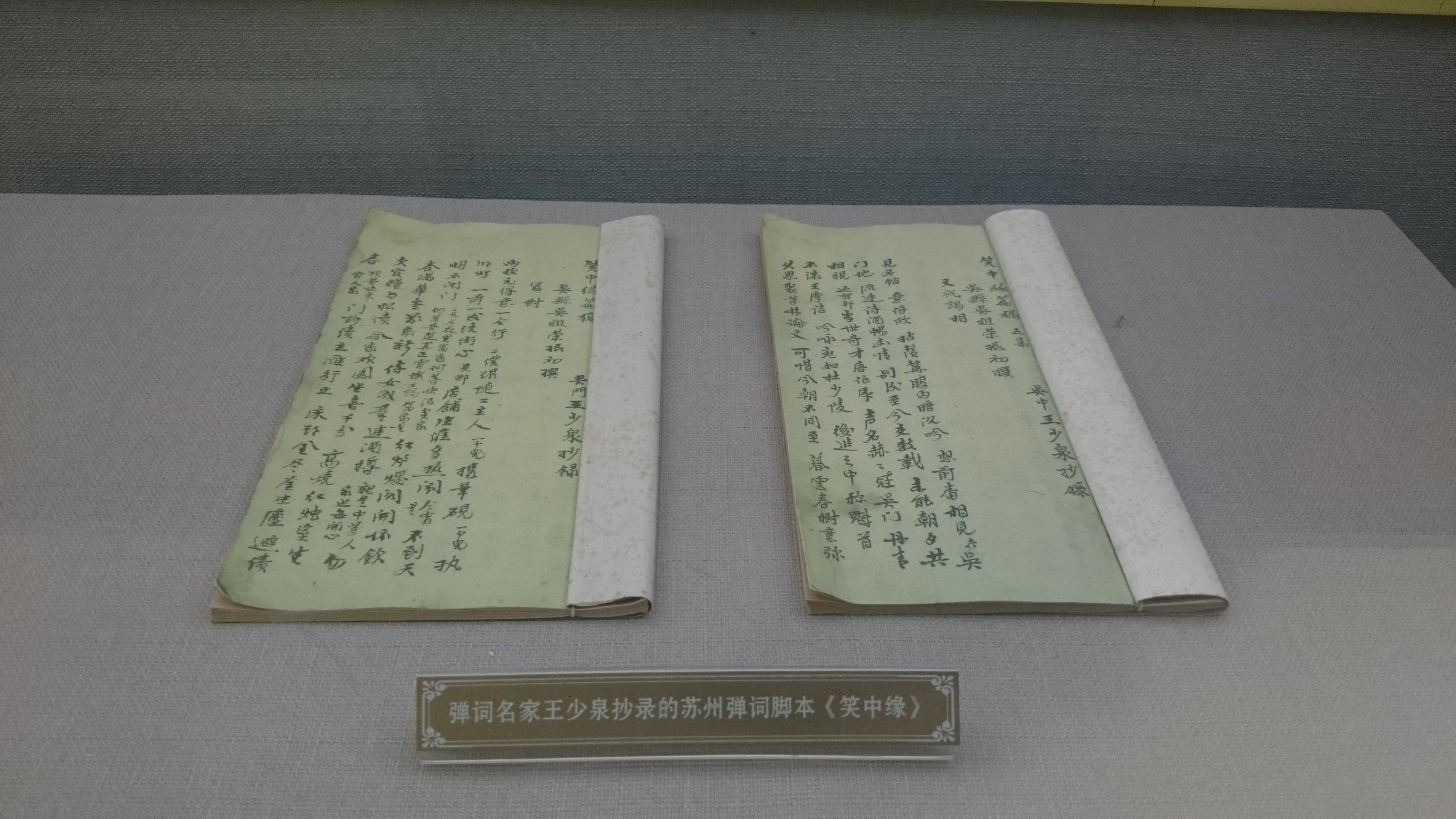
馆藏 王少泉抄录弹词脚本《笑中缘》

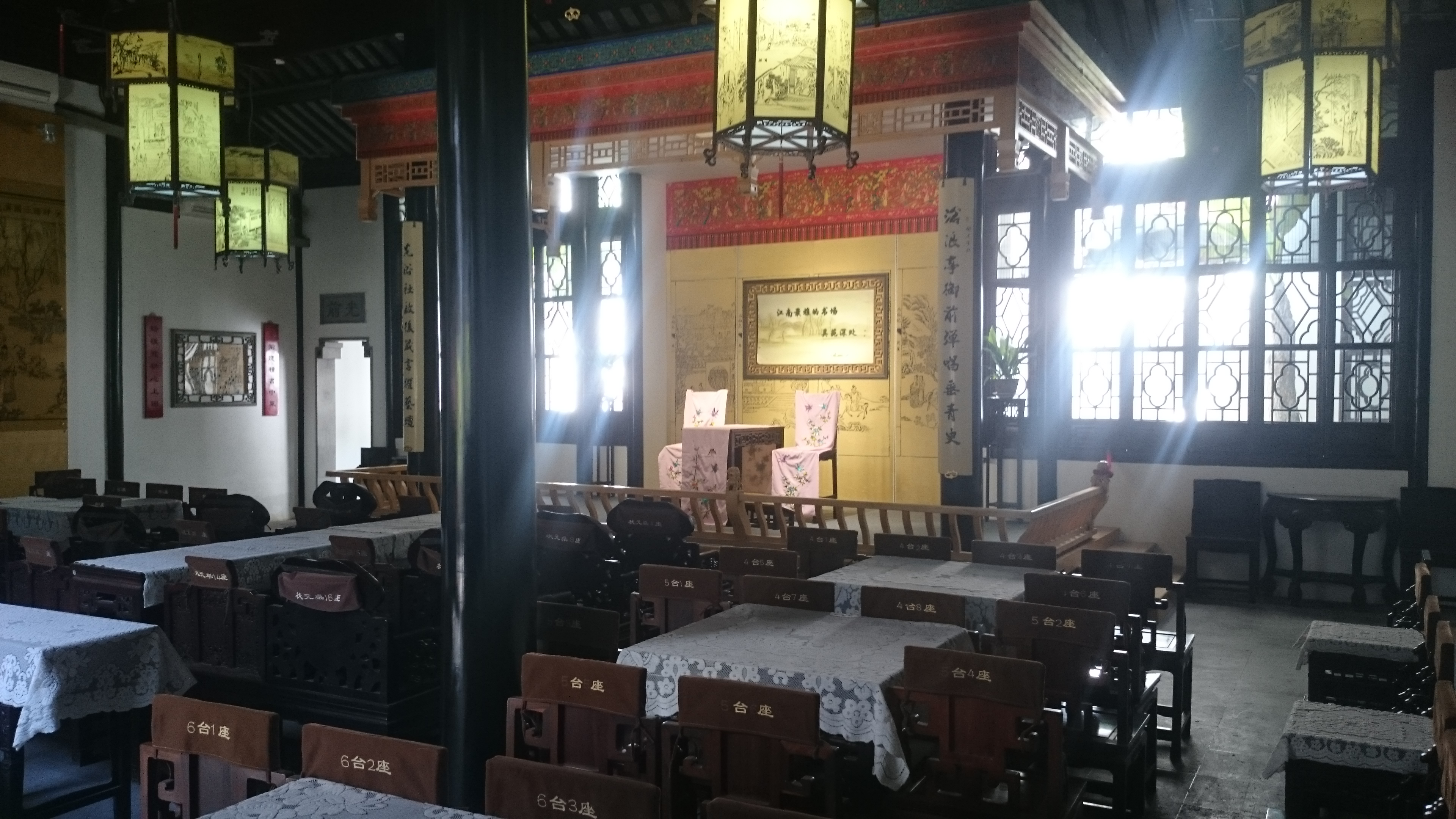
吴苑深处书场内景

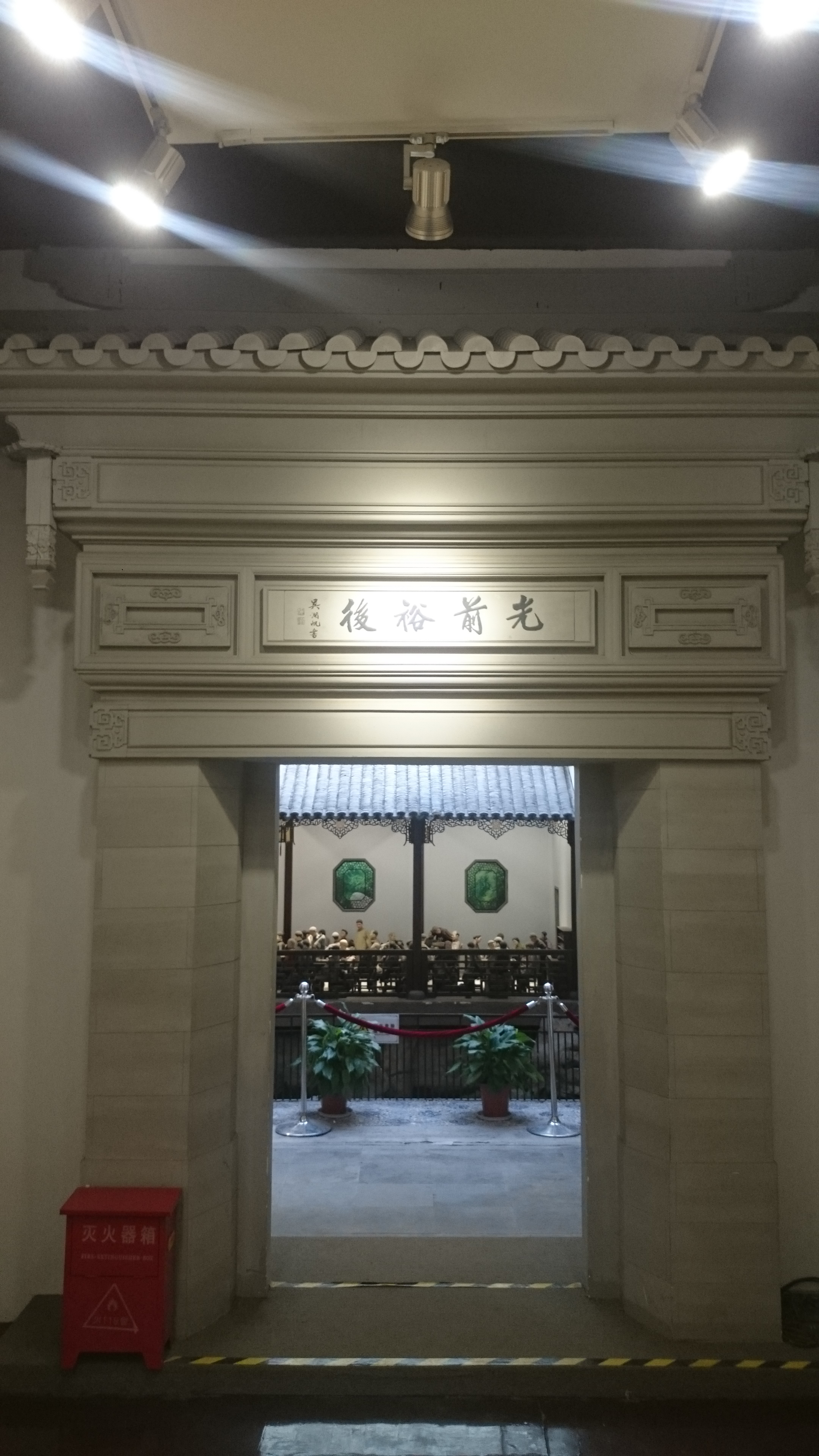
仿光裕社门楼

## 馆舍馆藏
馆址中张家巷3号为清末民初古建筑沈宅，建筑面积839平方米，现为苏州市控制保护建筑。评弹博物馆设有5个展区，分别介绍了明末清初评弹的发源，清中期评弹的发展，民国时期评弹的盛况，展示了各时期评弹名家的风采，各曲调流派的特点，传统书目的来历。馆内共有各类评弹史料、名家遗物等藏品1.2万余件。馆内设有“陈云同志和苏州评弹”专题展室，曾任中共中央政治局常委的陈云十分喜爱评弹，其遗属得知苏州评弹博物馆筹建后，将陈云生前收藏的6箱562盒评弹资料悉数捐予评弹博物馆。此外馆内还设有清末风格“吴苑深处”书场一个，每日下午进行评弹演出。视听体验室中可以随时欣赏各代名家的录音录像。

## 参观服务
苏州评弹博物馆每周二至周日开放，对外免费参观。每日下午评弹演出时，需购票进场。

## 馆内一览
- 馆藏 评弹名家穿着的旗袍
- 馆藏 蒋月泉像及其使用三弦
- 馆藏 严雪亭名章
- 清末书场模型
- 馆藏 陈云同志与评弹相关文集
- 泰伯像
- 馆藏 苏州光裕社建立纪念幢清单（1926年）